# Zákolany
Zákolany (Duits: Zakolan) is een Tsjechische gemeente in de regio Midden-Bohemen en maakt deel uit van het district Kladno. Het dorp ligt op 13 km afstand van de stad Kladno.
Zákolany telt 635 inwoners (2023).

## Geografie
Zákolany ligt op een locatie waar drie valleien van de Praagse hoogvlakte kruisen, en op het punt waar de Zákolanský-, Týnecký- en Třebusický-beken samenvloeien.
De gemeente Zákolany bestaat uit de volgende plaatsen:
- Zákolany;
- Kováry;
- Trněný Újezd.

## Geschiedenis
De eerste schriftelijke vermelding van het dorp dateert van 1282.
Sinds 1960 is Zákolany een zelfstandige gemeente binnen het district Kladno.

## Spoorwegongeval
Op 25 januari 1964 vond er een spoorwegongeval plaats in Zákolany. Een uit Kladno afkomstige goederentrein met een lading producten van de plaatselijke staalfabriek, botste op een passagierstrein die het station in tegenovergestelde richting verliet. Bij de ramp kwamen 14 mensen om het leven en raakten 18 anderen gewond. De locomotieven van beide treinen waren zwaar beschadigd en 36 wagons werden total loss verklaard.
Op 10 juni 2020 werd in Zákolany een monument onthuld ter nagedachtenis aan deze treinramp. De maker van het monument is de kleinzoon van een van de slachtoffers, Martin Frind.

## Voorzieningen
Er is een school in Zákolany en een filiaal van supermarktketen Coop.

## Bezienswaardigheden
- Voormalige gord Budeč;
- Geboortehuis van voormalig president Antonín Zápotocký;
- Natuurmonument Kovárské stráně;
- Voormalige Janmijn;
- Kapel met klok.

## Verkeer en vervoer

### Autowegen
Weg II/101 loopt door de gemeente en verbindt Zákolany met Kladno enerzijds en Kralupy nad Vltavou anderzijds.

### Spoorlijnen
Station Zákolany en Zákolany Halte worden bediend door twee spoorlijnen: reps. 093 en 121. De spoorlijnen kruisen elkaar buiten het dorp. Spoorlijn 093 verbindt Zákolany met Kralupy nad Vltavou en Kladno; spoorlijn 121 verbindt Zákolany met Hostivice, Středokluky en Podlešín.

### Buslijnen
Zákolany wordt bediend door meerdere buslijnen, die verbindingen bieden met onder meer Koleč en Praag.

## Galerĳ

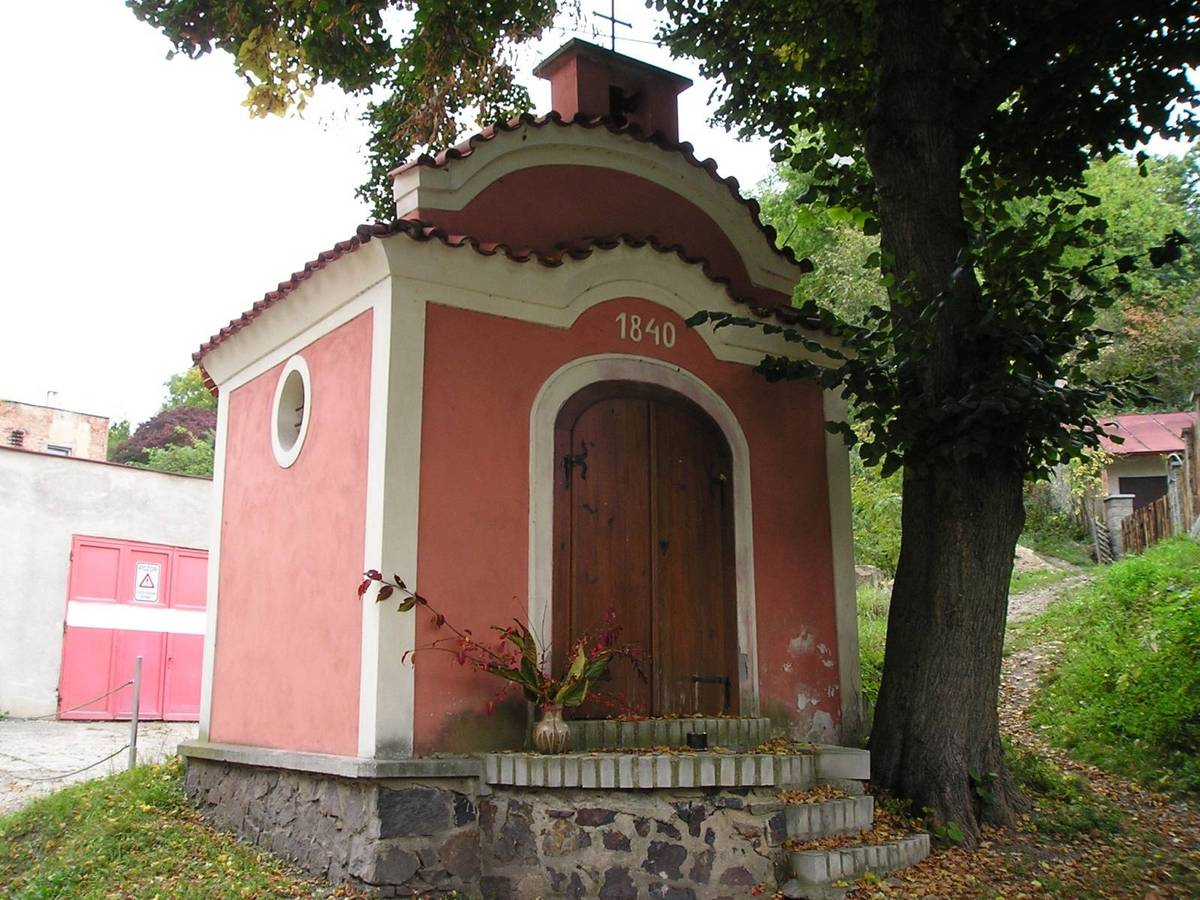
Dorpskapel
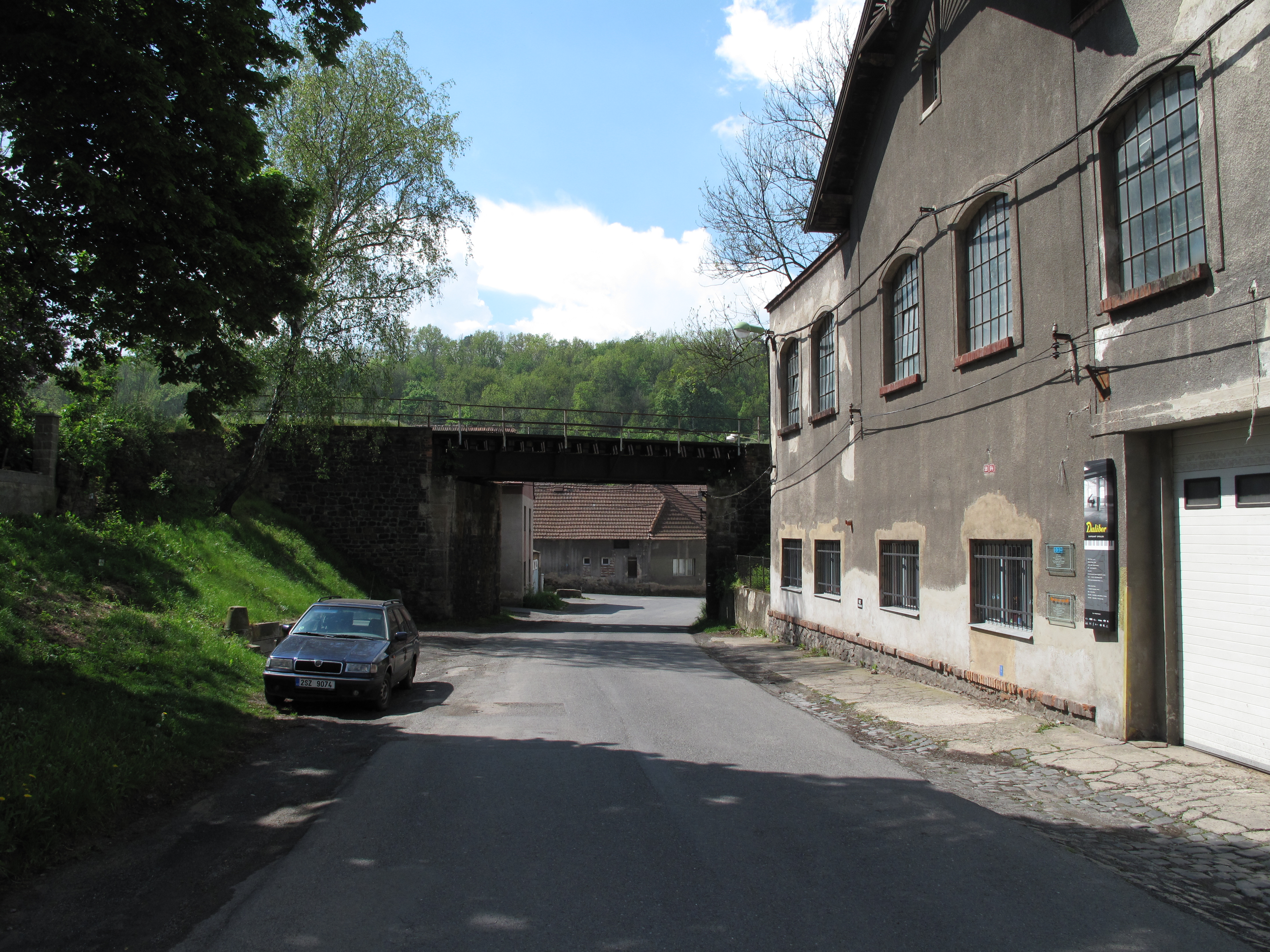
Straat met spoorwegviaduct
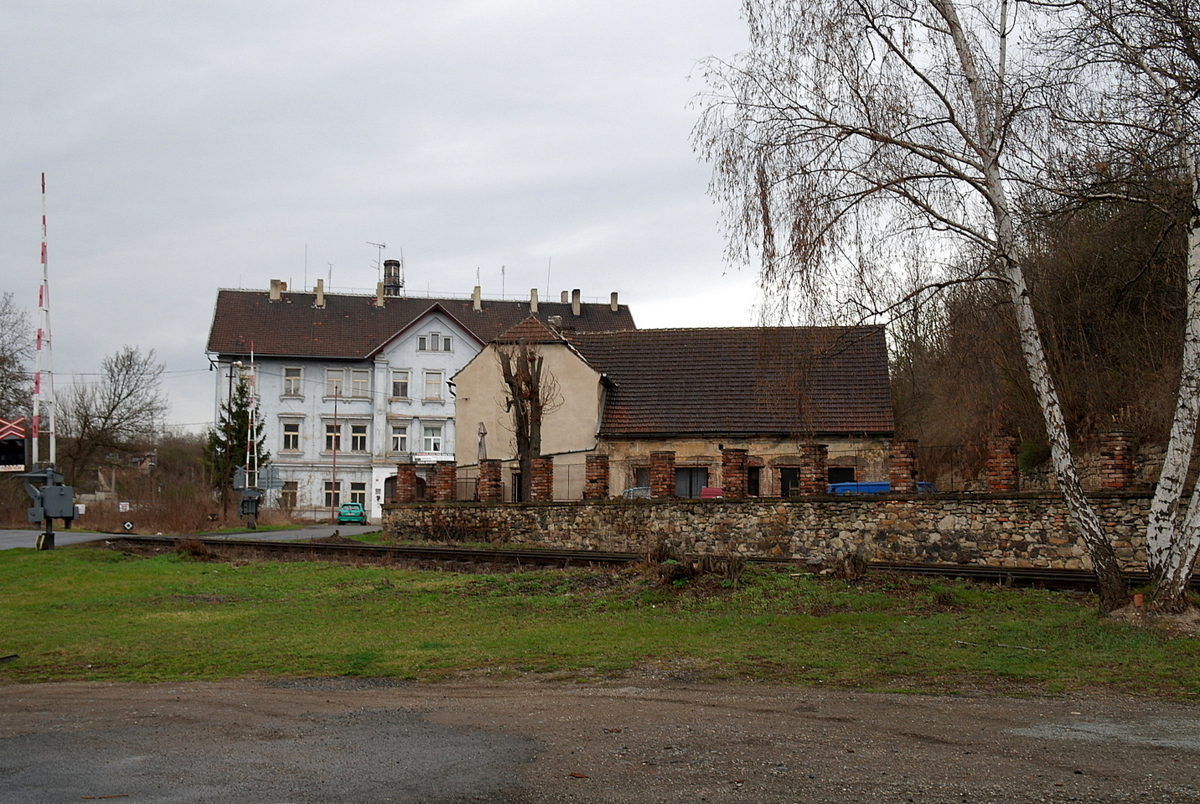
Gebouwen in het dorp
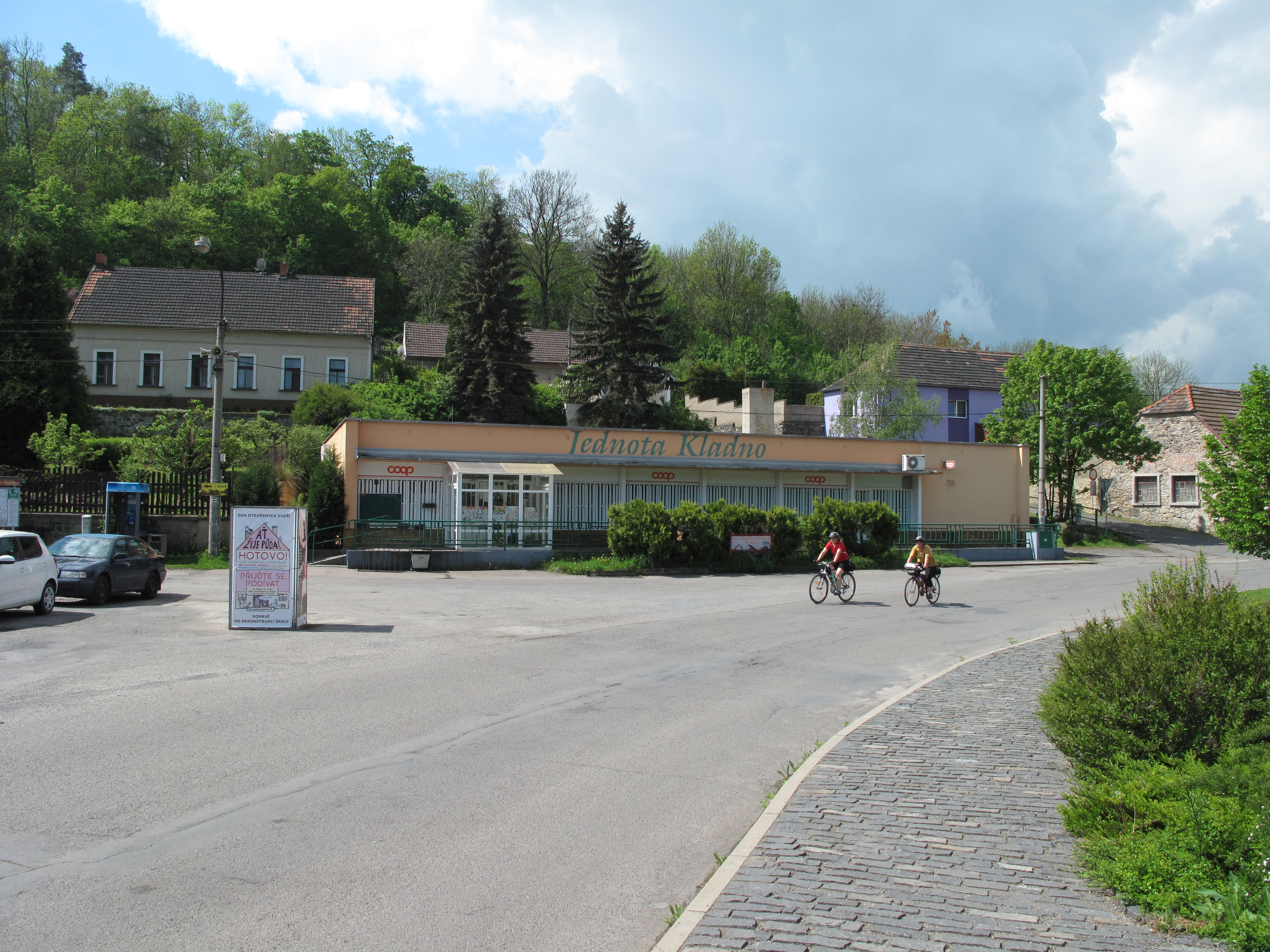
Coop-supermarkt
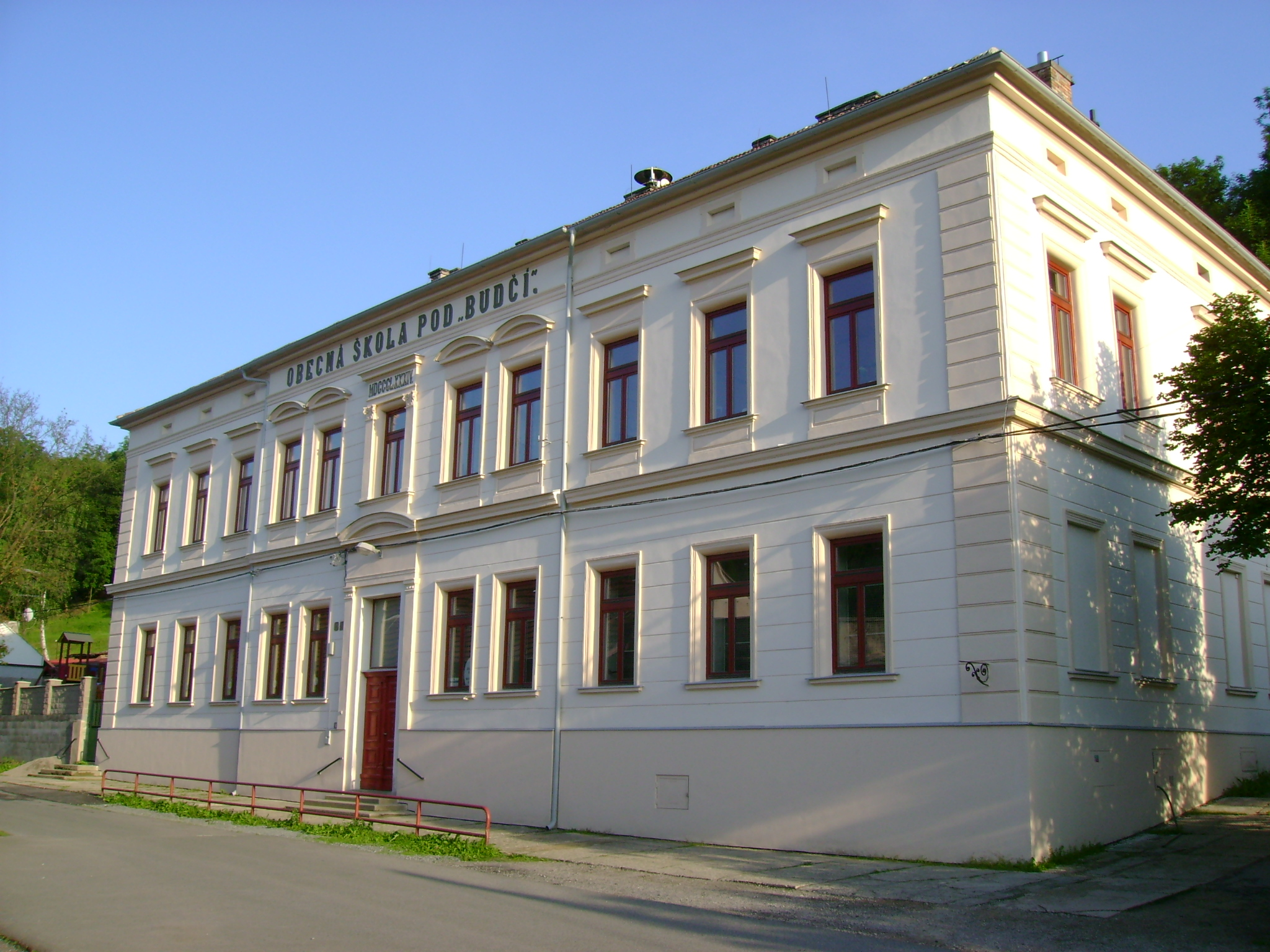
Dorpsschool
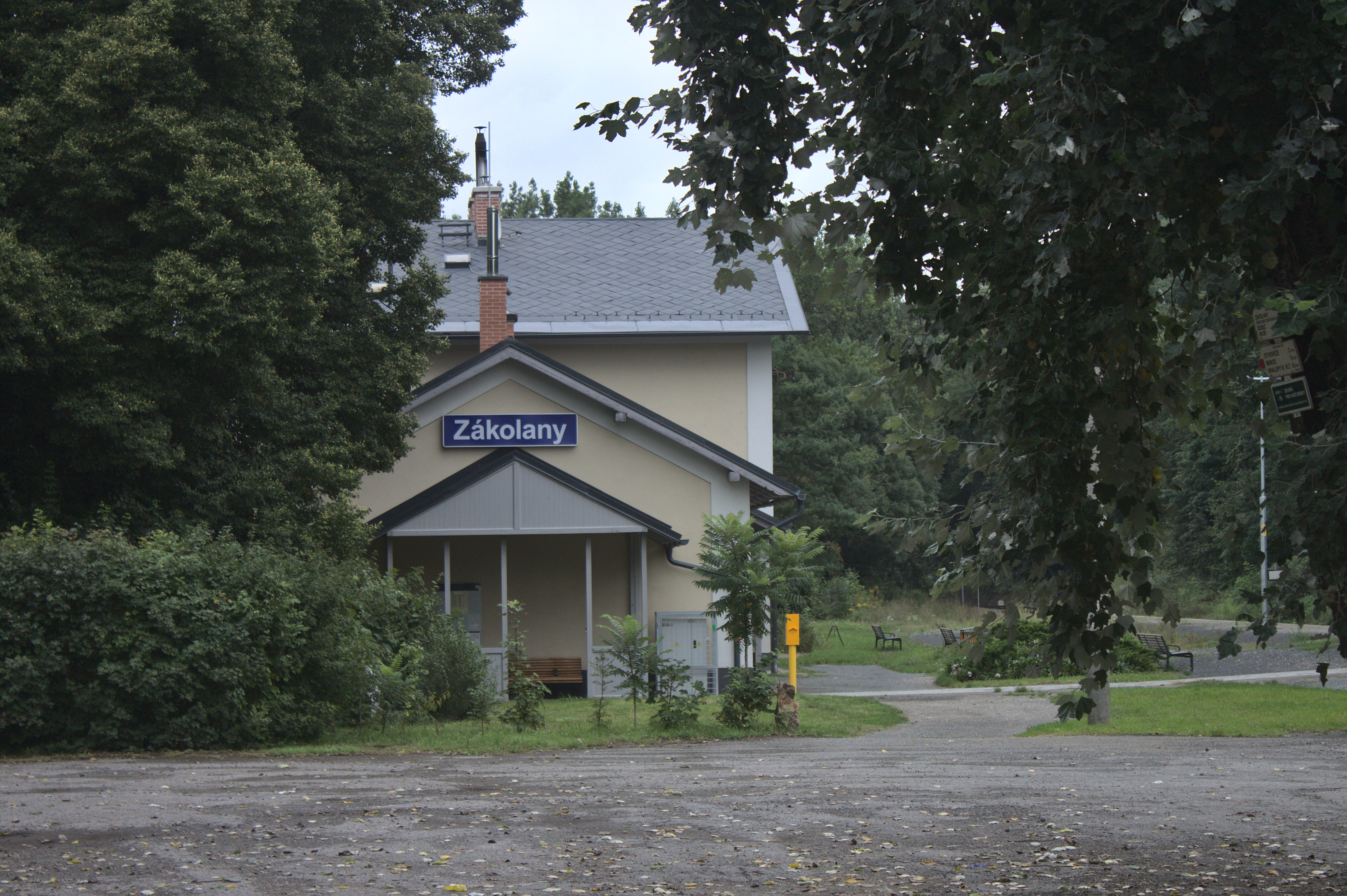
Station Zákolany
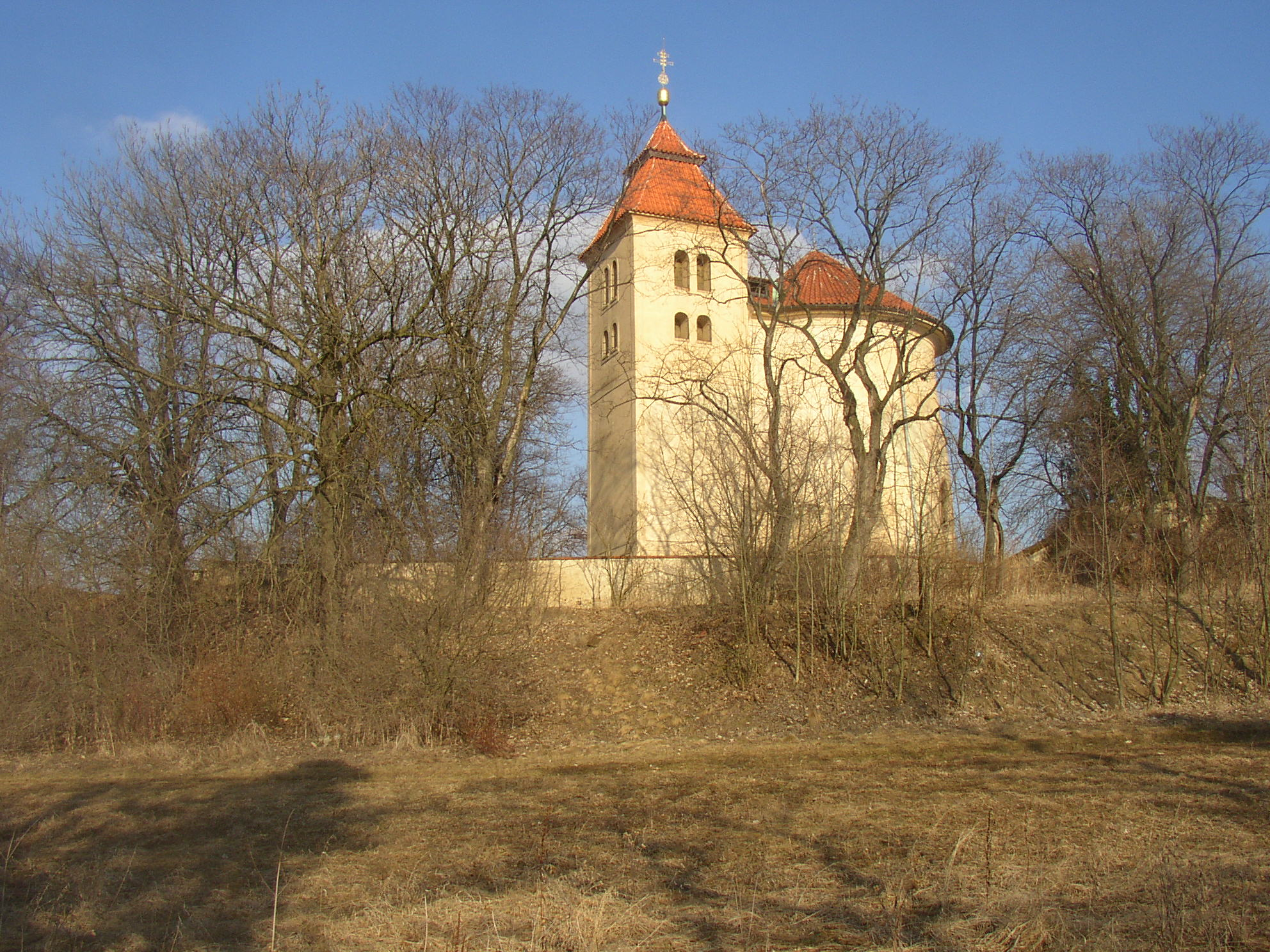
Sint-Petrus- en Pauluskerk, enige restant van de gord Budeč